# Henri Zeller
Henri Zeller, né le 18 mars 1896 à Besançon et mort le 16 avril 1971 à Paris, est un général d'armée française, membre de l'organisation de résistance de l'Armée.

## Biographie
Dans les derniers jours de juillet 1914, âgé de dix-huit ans, il obtient de son père Léon Zeller une autorisation de s'engager pour la durée de la guerre. Il participe comme artilleur à la Première Guerre mondiale. Pendant la Seconde Guerre mondiale, il est chargé de cacher une partie du matériel une fois l'armistice signé. Après 1942, il fait partie de l'organisation de résistance de l'Armée.
Arrivé en liaison à Alger dans les tout premiers jours d'août 1944, le colonel Henri Zeller, chef des FFI dans les Alpes, présente au général de Gaulle les possibilités opérationnelles de la Résistance dans le Sud-Est de la France. À l'intérieur des terres, les FFI ont laminé le potentiel militaire allemand. Le plan du débarquement de Provence prévoit que Grenoble sera atteint à J+90. « Quelle erreur ! » répond Zeller. « De Brignoles à Grenoble, quarante-huit heures suffiront ». Convaincu, le général envoie Zeller à Naples poursuivre sa démonstration auprès du général de Lattre, commandant la première Armée et du général Patch, commandant du groupe d'armées (septième US et première Française) qui doit débarquer en Provence. Zeller déclare que dans tout le massif alpin, « les Allemands sont pratiquement prisonniers dans leurs garnisons, dont ils ne sortent qu'en force pour leur ravitaillement ou quelque expédition en représailles ». Les deux généraux prennent en compte ses recommandations. En particulier l'armée américaine, sitôt débarquée, fonce vers Grenoble par la vallée de la Durance et la Route Napoléon, et avec l'appui des maquis de la Drome et de l'Isère l'atteint en 7 jours (soit de fait 3 jours après la libération de Brignoles, 270 km en deçà). Ces actions permettent à la première Armée d'assurer la jonction avec la deuxième DB débarquée en Normandie dès le 12 septembre à Montbard et Nod-sur-Seine.
Après la Seconde Guerre mondiale, il devient major général des armées du 28 avril 1948 au 31 mars 1950, puis chef d'état-major combiné des forces armées du 1er avril 1950 au 20 août 1951. Il est nommé gouverneur militaire de Metz, puis, de 1953 à 1957, gouverneur militaire de Paris. Passé à la réserve, Henri Zeller est élevé à la dignité de grand croix de la légion d'honneur par le maréchal Juin le 1er février 1958.

## Distinctions
- Grand-croix de la Légion d'honneur[6], en qualité de général d'armée
- Croix de guerre 1914–1918 (3 citations)
- Croix de guerre 1939–1945 (2 citations)
- Médaille de la Résistance française
- Ordre du Service distingué[7]
- Commander de l'Ordre de l'Empire britannique
- Grand Officier de l'Ordre du Mérite de la République italienne[8].